# 魚沼水力電気
魚沼水力電気株式会社（うおぬますいりょくでんき かぶしきがいしゃ）は、明治末期から昭和戦前期にかけて存在した日本の電力会社である。新潟県中魚沼郡十日町（現・十日町市）を中心に電気の供給にあたった。
設立は1911年（明治44年）。翌年開業したが、信濃川沿いという電源地帯にありながらも自社発電力に乏しく、1920年代に他事業者による電源開発が進むまで供給力不足に悩まされた。1933年（昭和8年）に新潟県西部の中核事業者である中央電気の傘下に入り、1938年（昭和13年）に同社へと統合されて解散した。

## 沿革

### 設立と開業
新潟県中部の中越地方では、1900年（明治33年）に長岡市において長岡電灯所が開業したことで初めて電気の供給が始まった。長岡電灯所は火力発電を電源とする小規模な事業で、水力発電を目指して山口達太郎らにより北越水力電気が組織されると1904年（明治37年）12月事業を同社へと譲渡した。その北越水力電気は同月信濃川に塩殿発電所を完成させ、長岡と北魚沼郡小千谷町（現・小千谷市）での供給を始めた。
小千谷の南方、信濃川沿いの中魚沼郡十日町（現・十日町市）では、周辺地域での電気事業起業に押される形で日露戦争後の時期になると電気の導入が検討されるようになった。初めに北越水力電気の送電線を小千谷から十日町まで延長する案が検討されたが、これは同社の同意を得られず撤回された。次いで北越水力電気と同様の信濃川での発電計画が俎上に載せられ実地調査まで進められたが、大規模工事となるためこれも廃案とされた。最終的には町を流れる田川（信濃川支流）に小規模な発電所を建設する計画に落ち着き、1910年（明治43年）11月、「魚沼水力電気株式会社」の設立が有志間で決定をみた。発起人は中条村の地主岡田正平ら地主層と十日町の機業家・織物商など16名であった。
魚沼水力電気は資本金を5万円としていたが、新しい事業であるため敬遠されて株主の募集作業が難航、やむなく岡田正平が半額近くを出資して株式払込み手続きを完了した。1911年（明治44年）5月の事業許可をうけて同年6月25日、魚沼水力電気の創立総会が開催された。初代社長には岡田が就任。ほかに十日町の3名と貝野村の人物が取締役に名を連ねた。魚沼水力電気は同年9月田川の発電所を着工し、翌1912年（明治45年）4月に完成させる。そして同年5月16日、十日町町内と中条村新座・川治村山本を供給区域として開業した。
田川の第一発電所は出力60キロワットで、これを電源に開業時は電灯2018灯（需要家数630戸）と電動機を動かすための電力（動力用電力）2.2キロワットを供給した。開業当初の頃は電灯料金が割高なため最も暗い5燭灯の利用が多く、その上渇水期になると水量不足で発電量が低下し電灯がさらに暗くなったという。

### 供給力不足に苦しむ
開業後の1912年（大正元年）9月5日、魚沼水力電気は5万円の増資を決議し、資本金を10万円とした。事業については十日町から徐々に配電範囲を広げて電灯数を増やし、電力供給も地場産業である織物業での電動機普及に伴い拡大した。ただし供給区域は設立10年を迎えた1921年（大正10年）時点でも十日町・中条村・川治村の3町村から外には出ていない。
1915年（大正4年）1月、一部需要家が電灯料金の値下げを求め始めた。会社側が値下げ要求を拒絶したことで運動側は町民大会を開催し、2月には自主的に電灯を取り外し休灯するという休灯運動にまで発展する。商工会や町の有力者が仲介に入り、会社側が譲歩することでこの争議は沈静化したが、後述のように10年後に再燃することとなる。この頃すなわち大戦景気期の十日町では軍需拡大と力織機普及が重なって織物業が大きく発展した。織物業の活況をうけた電力需要増加に呼応して魚沼水力電気では中条村を流れる飛渡川に第二発電所を着工、1919年（大正8年）12月に完成させた。ただし第二発電所の出力は51キロワットであり、2つの発電所を合わせた発電力は111キロワットに過ぎない。織物業界からは電力供給が円滑さを欠き損害を被っているとの声が上がった。発電所を増設した1919年度下期（1919年10月 - 1920年3月）に電灯数は5000灯、電力供給は100馬力を超えた。
魚沼水力電気の電源開発は現実には小規模であったが、信濃川支流の中津川において大型発電所の建設を計画した時期もあった。中津川での発電計画は1913年（大正2年）4月の株主総会で可決され、会社は同年6月中津川の水利権を県当局へ出願した。高田市（現・上越市）を拠点とする越後電気（のちの中央電気）という有力な競願者があったが、1916年（大正5年）4月水利権取得に成功する。この段階での発電計画は中魚沼郡秋成村（現・津南町）の清水川原に出力2090キロワットの発電所を設けるというものであった。社長の岡田正平はさらなる開発を目論み、新潟県内各地の有力者とともに中津川・信濃川本流の開発計画を立てて新会社設立準備に着手する。そして1917年（大正6年）8月8日、資本金200万円で中津川水電株式会社が発足した。魚沼水力電気が得た中津川水利権は同社に20万円で買い取られたが、同社経営陣は会社設立手続き中に参画してきた依岡省輔ら鈴木商店関係者で占められ、魚沼水力電気との関係が薄い会社であった。
経営面では1919年4月10万円の追加増資を決議し、資本金を20万円とした。増資直後、同年9月末時点では大久保清松が筆頭株主であり、大久保が専務取締役を務めている（社長不在・岡田正平は取締役）。

### 事業拡大期に入る
1920年代に入ると、魚沼水力電気では供給力不足を解消すべく第三発電所建設の検討に入ったが、実現までの応急措置として1921年9月北越水力電気からの受電を契約した。受電は設備の完成に伴い翌1922年（大正11年）2月8日より開始。これに前後して供給区域の拡張を進め、1921年11月に南魚沼郡藪神村（現・南魚沼市）の後山地区における配電工事を完了、1923年（大正12年）12月には川治村から南下して中魚沼郡水沢村・六箇村・田沢村での供給を開始した。この1923年度下期（1924年3月期）に電灯取付数は1万灯、動力供給は300馬力を突破している。
先に触れた中津川水電は、関東地方最大の電力会社である東京電灯と共同で1919年5月に信越電力という別会社を立ち上げ、同年10月同社へ吸収されていた。中津川水電から中津川の開発計画を引き継いだ信越電力は発電所建設を進め、1921年5月工事用電源として中津川第三発電所（出力860キロワット）を完成させる。同社では同発電所の余力を割いて同年8月より中魚沼郡下船渡村（現・津南町）などでの配電を開始した。次いで1922年11月、中津川第二発電所（出力1万8000キロワット）を新設し、12月より東京電灯に対する電力供給を始めた。東京電灯では中津川第二発電所の発生電力を東京方面へと送電したほか、1923年9月には別途長岡変電所（長岡市）に至る送電線「長岡線」を完成させて県内供給にも充てた。この送電線の途上には東京電灯十日町変電所もあり、魚沼水力電気では1924年（大正13年）4月15日より東京電灯からの受電を始めた。
東京電灯からの受電は1925年（大正14年）1月より300キロワットへと増加された。これに伴い1922年2月から続いた北越水力電気からの受電は1924年12月末限りで打ち切られている。東京電灯からの受電開始前にあたる1922年2月、十日町の織物業界により「十日町電力使用組合」が結成されて電力供給の充実を求める運動が起こされていたが、東京電灯からの受電開始で供給不足の問題は解消され、電力料金の割引も可能となった。また東京電灯からの受電開始後も供給区域拡張は続けられ、1924年7月より中魚沼郡千手村での供給開始を皮切りに信濃川西岸地域に進出、1926年度までに供給区域を計12町村へと拡大している。
事業拡大とともに資本金も増加した。1921年10月に10万円の増資が決議されたのち、1924年4月には30万円の増資も決議され、資本金は60万円となった。

### 志久見川電力の設立

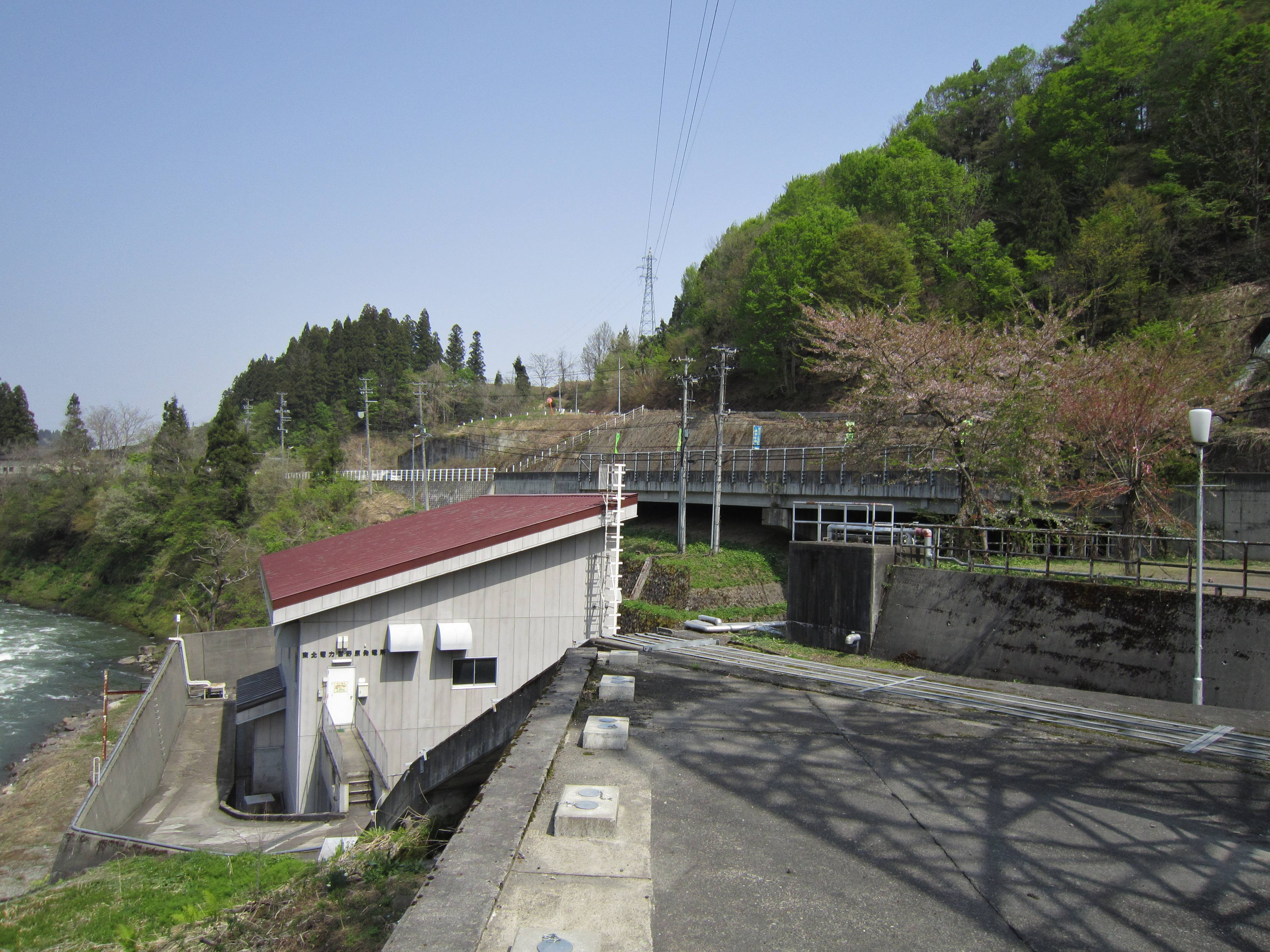
宮野原発電所（2010年）

1926年（大正15年）5月31日、魚沼水力電気は保倉川電気株式会社（後述）と共同出資で志久見川電力株式会社という発電会社を設立した。新会社は中魚沼郡上郷村（現・津南町）を流れる信濃川支流志久見川での発電所建設を目的とする。資本金は100万円。上郷村の嶋田直次が社長を務めた。上郷村では村会挙げての誘致活動で志久見川電力の本社を村内に置くよう求めたが、本社は十日町に設けられた。
志久見川電力の宮野原発電所は出力2440キロワットで建設された。発生電力のうち1000キロワットは新潟県高田市を本拠とする中央電気へ、450キロワットは魚沼水力電気へとそれぞれ供給することとなり、受電工事完成を待って中央電気に対しては1928年（昭和3年）1月24日より、魚沼水力電気に対しては翌1929年（昭和4年）4月2日よりそれぞれ送電を開始した。逓信省の資料によると、同年6月時点での魚沼水力電気の電源は第一発電所（出力60キロワット）と第二発電所（出力51キロワット）に志久見川電力からの受電450キロワットを加えた計561キロワットである。
電源については、3年後の1932年（昭和7年）9月時点では自社発電所が第二発電所のみになり（第一発電所は1930年10月廃止）、受電は志久見川電力からの1000キロワットと東京電灯からの1200キロワットの計2200キロワットになっている。
電源増強につれて供給成績も伸びており、1929年上期には電灯取付数が2万灯を超えて同年5月末時点では電灯取付数2万249灯、動力用電力供給372馬力（277キロワット）を数えるまでになった。しかし昭和初期のこのころは昭和金融恐慌から昭和恐慌へと続く不況期の真っ只中であり、全国的に電気料金値下げ運動が広がりつつあった。新潟県内では1928年に県知事から値下げ勧告が出され、それに呼応して魚沼水力電気でも料金を若干引き下げた。それでも値下げを求める声は徐々に強くなり、1929年に入ると十日町の織物業界から電力料金値下げの運動が始まる。1930年9月には信濃川西岸5か村による値下げ陳情があり、1932年3月には織物業界から再度の値下げ要求もあったが、魚沼水力電気では再度の値下げに応じなかった。

### 中央電気への事業譲渡

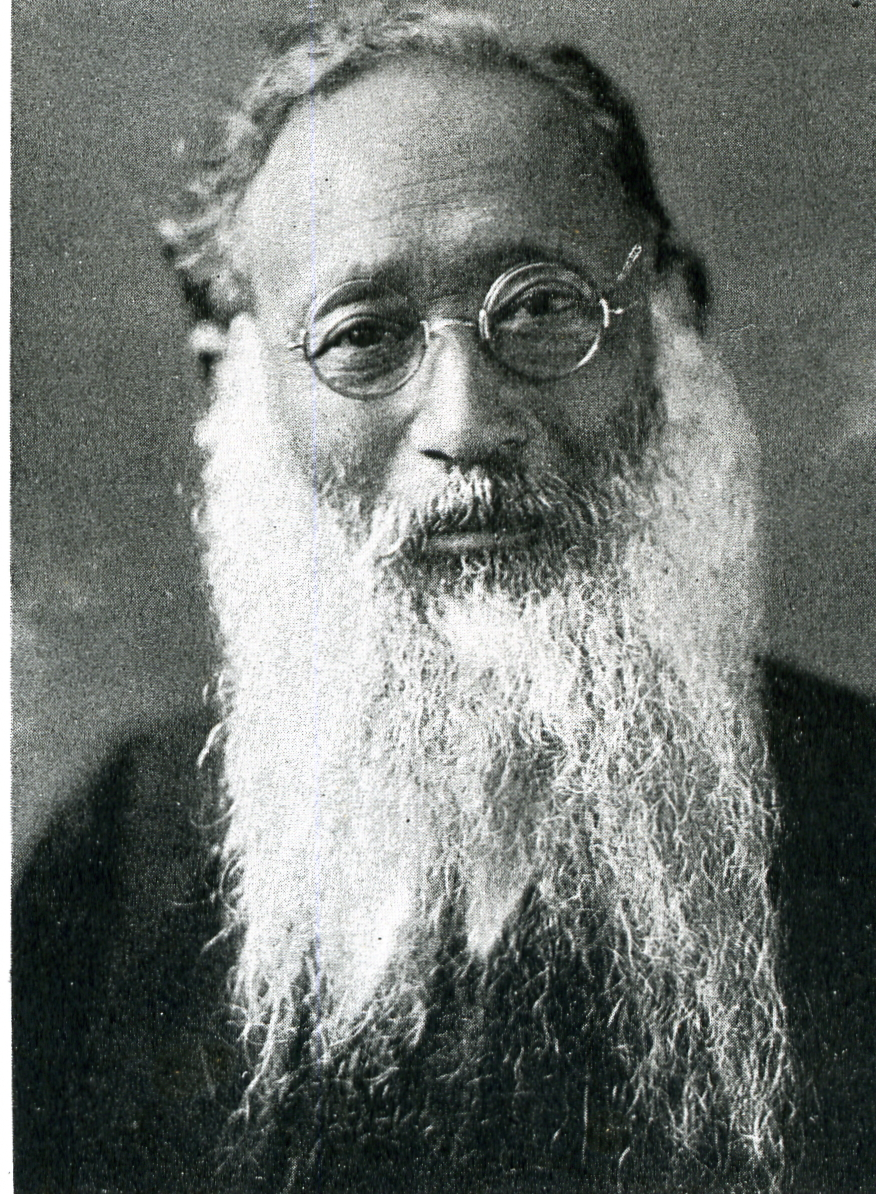
中央電気第3代社長今井五介

1933年（昭和8年）12月、不況下で電力消費量減少や料金滞納により経営不振に陥っていた魚沼水力電気は中央電気の傘下に入った。直前の段階では筆頭株主である大久保清松が社長を務めていたが、翌1934年（昭和9年）1月28日に取締役・監査役は総辞職し、同日開かれた臨時株主総会で今井五介（代表取締役社長）・国友末蔵（専務取締役）ら7名の新役員が選ばれた。新役員はいずれも中央電気の役員を兼ねる。また役員改選と同時に高田市大町（中央電気本社所在地）への本社移転も決議された。本社転出後の十日町には営業所を置いている。
1935年（昭和10年）3月、魚沼水力電気は株主総会にて保倉川電気からの全事業譲り受けと東京電灯からの一部事業譲り受けを決議した。前者については同年12月28日付で逓信省から認可が下り、翌1936年（昭和11年）4月30日付で事業引継ぎを完了した。後者については2年後、1937年（昭和12年）6月1日付で事業を継承している。両事業の概要は以下の通りである。
保倉川電気株式会社
1920年8月30日、資本金15万円で東頸城郡大島村大字菖蒲（現・上越市大島区菖蒲）に設立。大島村の飯田茂勝・武田徳三郎と浦川原村の永井清一郎が起業した会社で、菖蒲地区を流れる保倉川に菖蒲発電所（出力80キロワット）を建設し1921年2月に開業した。当初の供給区域は東頸城郡のうち大島・保倉・菱里・小黒・安塚・下保倉の6村。
1923年5月に35万円の増資を決議しており、最終的な資本金は50万円であった。また統合に先立つ1935年3月、魚沼水力電気と同じく中央電気に株式を買収されていた。同月役員の総改選があり今井五介が代表取締役に就任し、本店も高田市大町へと移された。魚沼水力電気に事業を引き継いだ1936年4月30日付で解散した。
東京電灯「大割野区域」
東京電灯から譲り受けた区域、通称「大割野区域」は中魚沼郡南部の6村と長野県下水内郡・下高井郡の各2村、計10村からなる。元は信越電力（後の東京発電）が1921年から1924年にかけて順次配電した範囲にあたり、1931年に同社が東京電灯へと吸収されたことでその経営に移っていた。なお新潟県内でも南魚沼郡三俣村（現・湯沢町）での事業は魚沼水力電気への事業譲渡の対象外であり、その後も東京電灯の供給区域に残った。
1935年3月の総会では、事業譲り受けのほかにも保有する志久見川電力の全株式（1万株）を中央電気へ譲渡する旨も決議されていた。志久見川電力は同月大久保清松・飯田茂勝ら役員が退陣の上、本店を高田市大町へと移転。翌1936年5月15日事業を中央電気へと引き継ぎ、同日解散した。
1937年4月、魚沼水力電気は60万円の増資を決議し、資本金を120万円とした。同年6月、親会社の中央電気は新潟県を管轄する東京地方逓信局より、中小配電事業の整理を目指す国策に則って県内に残る小規模電気事業者のうち佐渡島分を除く8社をすべて統合するよう慫慂をうけた。この統合対象事業者には魚沼水力電気も含まれており、魚沼水力電気では翌1938年（昭和13年）2月28日の臨時株主総会にて全事業を中央電気へと譲渡する旨を決議。9月17日付で逓信省からの譲渡認可があり、同年11月事業譲渡を完了する。そして同年11月30日付で魚沼水力電気は会社を解散した。
統合前、1938年5月末時点の供給成績は電灯取付数5万7059灯・電力供給1446馬力（約1078キロワット）であった。これに対して電源は自社発電所2か所・総出力131キロワット（第二発電所および菖蒲発電所）、中央電気からの受電2100キロワット、東京電灯からの受電900キロワット、北越水力電気からの受電130キロワットからなった（1937年末時点）。

## 年表
- 1911年（明治44年）
  - 5月11日 - 発起人に対し逓信省より電気事業経営許可[52]。
  - 6月23日 - 魚沼水力電気株式会社設立[1]。資本金5万円、本店所在地中魚沼郡十日町大字十日町寅甲100番地1[1]。
- 1912年（明治45年）
  - 5月16日 - 十日町とその周辺を供給区域として開業[6]。
- 1912年（大正元年）
  - 9月5日 - 5万円の増資を決議[7]。
- 1919年（大正8年）
  - 4月14日 - 10万円の増資を決議[13]。
  - 12月 - 第二発電所（飛渡川）竣工[6]。
- 1921年（大正10年）
  - 10月14日 - 10万円の増資を決議[15]。
- 1922年（大正11年）
  - 2月8日 - 北越水力電気からの受電開始[15]。
- 1924年（大正13年）
  - 4月12日 - 30万円の増資を決議、資本金60万円となる[19]
  - 4月15日 - 東京電灯からの受電開始[19]。
- 1926年（大正15年）
  - 5月31日 - 保倉川電気株式会社との共同出資により志久見川電力株式会社を設立[22][23]。
- 1929年（昭和4年）
  - 3月25日 - 本店を中魚沼郡十日町寅甲10番地1へ移転[53]。
  - 4月2日 - 志久見川電力からの受電開始[25]。
- 1933年（昭和8年）
  - 12月 - 中央電気株式会社の傘下に入る[29]。
- 1934年（昭和9年）
  - 1月28日 - 役員総改選で今井五介が代表取締役に就任[31]。同時に本店を高田市大町2丁目76番地へ移転[31]。
- 1936年（昭和11年）
  - 4月30日 - 保倉川電気より全事業を譲り受ける[35]。
- 1937年（昭和12年）
  - 4月13日 - 60万円の増資を決議[47]。資本金120万円となる[36]。
  - 6月1日 - 東京電灯から大割野区域の事業を譲り受ける[36]。
- 1938年（昭和13年）
  - 2月28日 - 中央電気への事業譲渡を決議[3]。
  - 9月17日 - 逓信省より中央電気への事業譲渡認可[49]。
  - 11月30日 - 魚沼水力電気解散[2]。

## 供給区域
1937年（昭和12年）12月末時点における供給区域は以下の通りである。
| 新潟県               | 新潟県 |
| -------------------- | --- |
| 中魚沼郡 （2町16村） | 十日町・中条村・下条村【一部】・川治村・六箇村・水沢村・田沢村・倉俣村・千手町・上野村・橘村（現・十日町市）、 真人村【一部】（現・小千谷市）、 下船渡村・外丸村・中深見村・秋成村・芦ヶ崎村・上郷村（現・津南町） |
| 南魚沼郡 （1村）     | 藪神村【一部】（現・南魚沼市） |
| 東頸城郡 （8村）     | 大島村・保倉村・旭村・安塚村・下保倉村・小黒村・菱里村・沖見村（現・上越市） |
| 中頸城郡 （2村）     | 源村・黒岩村（現・上越市） |
| 刈羽郡 （6村）       | 石黒村・鵜川村・野田村・上条村・中鯖石村・南鯖石村（現・柏崎市） |
| 長野県               | |
| 下水内郡 （2村）     | 水内村（現・栄村）、 岡山村【一部】（現・飯山市） |
| 下高井郡 （2村）     | 堺村（現・下水内郡栄村）、 市川村【一部】（現・野沢温泉村） |

中魚沼郡のうち十日町・千手町および中条・下条・川治・六箇・水沢・田沢・倉俣・上野・橘・真人の10村と南魚沼郡藪神村が元の魚沼水力電気区域にあたる。下条村（大字東下組の慶地地区のみ）を1933年7月に供給区域へ追加したことで、供給区域は計13町村となった。その他の東頸城郡・中頸城郡・刈羽郡の計16村は旧保倉川電気区域、中魚沼郡南部6村（下船渡・外丸・中深見・秋成・芦ヶ崎・上郷）と長野県内4村は旧東京電灯大割野区域である。